# Сандволд, Джон
Джон Томас «Санни» Сандволд (англ. Jon Thomas "Sunny" Sundvold; родился 2 июля 1961, Су-Фолс, Южная Дакота, США) — американский профессиональный баскетболист.

## Ранние годы
Джон Сандволд родился в городе Су-Фолс (штат Южная Дакота), учился в школе Блю-Спрингс из одноимённого города, в которой играл за местную баскетбольную команду.

## Студенческая карьера
В 1983 году Сандволд закончил Миссурийский университет, где в течение четырёх лет играл за команду «Миссури Тайгерс», в которой провёл успешную карьеру, набрав в итоге 1597 очков, 254 подбора, 96 перехватов и 8 блок-шотов. При Сандволде «Тайгерс» четыре раза выигрывали регулярный чемпионат конференции Big Eight (1979—1983), один раз — турнир конференции Big Eight (1982), а также два раза доходили до 1/8 плей-офф студенческого чемпионата США (1980, 1982).

## Карьера в НБА
Играл на позиции разыгрывающего защитника и атакующего защитника. В 1983 году был выбран на драфте НБА под 16-м номером командой «Сиэтл Суперсоникс». Позже выступал за команды «Сан-Антонио Спёрс» и «Майами Хит». Всего в НБА провёл 9 неполных сезонов. В 1983 году включался во 2-ю всеамериканскую сборную NCAA. Всего за карьеру в НБА сыграл 502 игры, в которых набрал 3886 очков (в среднем 7,7 за игру), сделал 554 подбора, 1469 передач, 220 перехватов и 5 блок-шотов.
Свои лучшие годы в качестве игрока НБА Сандволд провёл в «Спёрс», в рядах которых он выступал на протяжении трёх сезонов (1985—1988). Самым лучшим в его карьере был сезон 1986/1987 годов, в котором он сыграл в 76 играх, набирая в среднем за матч 11,2 очка и делая 1,3 подбора, 4,1 передачи и 0,5 перехвата. В 1988 году был выставлен своим клубом на драфт расширения НБА, на котором 23 июня был выбран под 9-м номером новообразованной командой «Майами Хит».

## Карьера в сборной США
В 1982 году Сандволд выиграл в составе сборной США серебряные медали чемпионата мира по баскетболу в Колумбии, проиграв в финале сборной СССР (94—95).

## Личная жизнь
После завершения профессиональной карьеры игрока в НБА Сандволд вернулся в Колумбию (штат Миссури), где в родном университете получил учёную степень магистра в области финансов. После окончания учёбы устроился в компанию BC Christopher Securities, где поначалу работал неполный рабочий день, так как по-прежнему играл в баскетбол на любительском уровне, а во время межсезонья переходил на полноценную рабочую смену. В 1997 году Сандволд пошёл на повышение, основав собственную инвестиционную компанию Sundvold Capital Management. Окончательно покончив с баскетболом, Джон остался близок к любимой игре, став баскетбольным аналитиком на телевизионных каналах ESPN и CBS, а в настоящее время работает аналитиком родной студенческой команды «Миссури Тайгерс» во время трансляции матчей на местном канале Missouri Sports Network. Джон Сандволд и его жена Тамара проживают в городе Колумбия, у них родились сын Уилсон и две дочери.

## Статистика

### Статистика в НБА
| Сезон                                                                                    | Команда     | Регулярный сезон | Регулярный сезон | Регулярный сезон | Регулярный сезон | Регулярный сезон | Регулярный сезон | Регулярный сезон | Регулярный сезон | Регулярный сезон | Регулярный сезон | Регулярный сезон | Серия плей-офф | Серия плей-офф | Серия плей-офф | Серия плей-офф | Серия плей-офф | Серия плей-офф | Серия плей-офф | Серия плей-офф | Серия плей-офф | Серия плей-офф | Серия плей-офф |
| Сезон                                                                                    | Команда     | GP               | GS               | MPG              | FG%              | 3P%              | FT%              | RPG              | APG              | SPG              | BPG              | PPG              | GP             | GS             | MPG            | FG%            | 3P%            | FT%            | RPG            | APG            | SPG            | BPG            | PPG            |
| ---------------------------------------------------------------------------------------- | ----------- | ---------------- | ---------------- | ---------------- | ---------------- | ---------------- | ---------------- | ---------------- | ---------------- | ---------------- | ---------------- | ---------------- | -------------- | -------------- | -------------- | -------------- | -------------- | -------------- | -------------- | -------------- | -------------- | -------------- | -------------- |
| 1983/84                                                                                  | Сиэтл       | 73               | 2                | 17,6             | 44,5             | 24,3             | 88,9             | 1,2              | 3,3              | 0,4              | 0,0              | 6,9              | 3              | 0              | 7,3            | 37,5           | 0,0            | 100,0          | 0,7            | 1,7            | 0,0            | 0,0            | 2,7            |
| 1984/85                                                                                  | Сиэтл       | 73               | 1                | 15,8             | 42,5             | 31,6             | 81,4             | 1,0              | 2,8              | 0,5              | 0,0              | 5,5              | Не участвовал  | Не участвовал  | Не участвовал  | Не участвовал  | Не участвовал  | Не участвовал  | Не участвовал  | Не участвовал  | Не участвовал  | Не участвовал  | Не участвовал  |
| 1985/86                                                                                  | Сан-Антонио | 70               | 4                | 16,4             | 46,2             | 35,0             | 79,6             | 1,1              | 3,7              | 0,5              | 0,0              | 7,1              | 3              | 0              | 14,3           | 38,9           | 16,7           | 100,0          | 0,3            | 1,7            | 0,0            | 0,0            | 5,3            |
| 1986/87                                                                                  | Сан-Антонио | 76               | 42               | 23,2             | 48,6             | 33,6             | 83,3             | 1,3              | 4,1              | 0,5              | 0,0              | 11,2             | Не участвовал  | Не участвовал  | Не участвовал  | Не участвовал  | Не участвовал  | Не участвовал  | Не участвовал  | Не участвовал  | Не участвовал  | Не участвовал  | Не участвовал  |
| 1987/88                                                                                  | Сан-Антонио | 52               | 12               | 19,7             | 46,4             | 40,6             | 89,6             | 0,9              | 3,5              | 0,5              | 0,0              | 8,1              | 3              | 3              | 30,0           | 50,0           | 33,3           | 66,7           | 1,3            | 5,0            | 1,3            | 0,0            | 11,7           |
| 1988/89                                                                                  | Майами      | 68               | 8                | 19,7             | 45,5             | 52,2             | 82,5             | 1,3              | 2,0              | 0,4              | 0,0              | 10,4             | Не участвовал  | Не участвовал  | Не участвовал  | Не участвовал  | Не участвовал  | Не участвовал  | Не участвовал  | Не участвовал  | Не участвовал  | Не участвовал  | Не участвовал  |
| 1989/90                                                                                  | Майами      | 63               | 2                | 13,7             | 40,8             | 44,0             | 84,6             | 1,1              | 1,6              | 0,4              | 0,0              | 6,1              | Не участвовал  | Не участвовал  | Не участвовал  | Не участвовал  | Не участвовал  | Не участвовал  | Не участвовал  | Не участвовал  | Не участвовал  | Не участвовал  | Не участвовал  |
| 1990/91                                                                                  | Майами      | 24               | 0                | 9,4              | 40,2             | 42,9             | 100,0            | 0,4              | 1,0              | 0,3              | 0,0              | 4,7              | Не участвовал  | Не участвовал  | Не участвовал  | Не участвовал  | Не участвовал  | Не участвовал  | Не участвовал  | Не участвовал  | Не участвовал  | Не участвовал  | Не участвовал  |
| 1991/92                                                                                  | Майами      | 3                | 0                | 2,7              | 33,3             | 100,0            | -                | 0,0              | 0,7              | 0,0              | 0,0              | 1,0              | 1              | 0              | 2,0            | 0,0            | -              | -              | 0,0            | 0,0            | 0,0            | 0,0            | 0,0            |
|                                                                                          | Всего       | 502              | 71               | 17,5             | 45,2             | 39,2             | 84,7             | 1,1              | 2,9              | 0,4              | 0,0              | 7,7              | 10             | 3              | 15,7           | 43,9           | 22,2           | 83,3           | 0,7            | 2,5            | 0,4            | 0,0            | 5,9            |
| Наведите курсор мыши на аббревиатуры в заголовке таблицы, чтобы прочесть их расшифровку. |             |                  |                  |                  |                  |                  |                  |                  |                  |                  |                  |                  |                |                |                |                |                |                |                |                |                |                |                |

### Статистика в NCAA
| Сезон | Команда | Conf  | Class | GP  | GS  | MPG  | FG%  | 3P% | FT%  | RPG | APG | SPG | BPG | PPG  |
| --- | ------- | ----- | ----- | --- | --- | ---- | ---- | --- | ---- | --- | --- | --- | --- | ---- |
| 1979/80 | Миссури | Big 8 | FR    | 31  | 17  | 25,5 | 45,0 |     | 74,6 | 1,7 | 2,1 | 0,7 | 0,1 | 6,3  |
| 1980/81 | Миссури | Big 8 | SO    | 32  | 32  | 35,4 | 50,9 |     | 85,9 | 1,7 | 3,3 | 0,6 | 0,1 | 13,8 |
| 1981/82 | Миссури | Big 8 | JR    | 31  | 31  | 34,3 | 48,5 |     | 87,1 | 2,1 | 2,7 | 1,1 | 0,1 | 12,2 |
| 1982/83 | Миссури | Big 8 | SR    | 34  | 34  | 38,3 | 50,3 |     | 86,8 | 2,4 | 3,6 | 0,6 | 0,0 | 17,1 |
| Всего | Всего   | Всего | Всего | 128 | 114 | 33,5 | 49,3 |     | 84,8 | 2,0 | 3,0 | 0,8 | 0,1 | 12,5 |
| Наведите курсор мыши на аббревиатуры в заголовке таблицы, чтобы прочесть их расшифровку Статистика приведена с сайта sports-reference.com |         |       |       |     |     |      |      |     |      |     |     |     |     |      |